# Grosmagny
Grosmagny je francouzská obec v departementu Territoire de Belfort, v regionu Franche-Comté v severovýchodní Francii. Obec leží v oblasti pohoří Vogézy.